# La mariée ne peut pas attendre
Pour plus de détails, voir Fiche technique et Distribution.
La mariée ne peut pas attendre, parfois connu sous les titres La mariée ne peut attendre ou encore Anselme est pressé (Anselmo ha fretta ou La sposa non può attendere), est une comédie italienne réalisée par Gianni Franciolini, sortie en 1949.

## Synopsis
Anselmo Brunelli est un riche homme d'affaires de Rome, très attentif à tous les aspects de sa vie. Il doit se rendre à San Biagio (une ville probablement imaginaire) pour épouser Donata Venturi. Près de sa destination, il est arrêté par des passants qui lui demandent de l'aide pour sauver une jeune fille qui vient de sauter dans la rivière. Anselmo est perplexe car, pour sauver la jeune fille, il risque d'être en retard pour son mariage, il décide néanmoins de plonger.
Après qu'il a tiré la jeune fille de l'eau et qu'une famille de paysans les ont recueillis pour les sécher, Anselmo apprend que la jeune fille est enceinte et décide de l'accompagner à la gare pour qu'elle puisse rentrer chez elle. Maria, la jeune fille, lui avoue qu'elle a tenté de se suicider par amour car elle ne voulait pas forcer son amant à l'épouser, même si elle attendait un enfant. Depuis la gare, Anselmo téléphone à Donata pour lui annoncer qu'il a eu un petit accident de voiture. Au moment de partir, il est rappelé par le chef de gare parce que la jeune fille s'est évanouie et perd ses eaux.
Il décide de l'emmener au couvent voisin, où tous pensent qu'il est le père de l'enfant. La sage-femme doit être appelée pour l'accouchement et Anselmo va la chercher à San Biagio. Les invités à son mariage le reconnaissent et l'emmènent à l'église où ils l'attendent depuis des heures. Les noces sont enfin célébrées, mais pendant le repas de noces, les religieuses arrivent à la recherche du médecin parmi les invités. Donata et sa famille découvrent que c'est Anselmo qui a emmené Maria au couvent et pensent aussi que c'est lui qui l'a séduite.
Pour observer les convenances et pour préserver les apparences, la famille de Donata décide d'ignorer l'incident et d'envoyer de l'argent à la jeune fille, convaincue que le scandale peut être évité et que les jeunes mariés pourront rapidement se réconcilier. Mais Anselmo, profondément affecté par les véritables sentiments de Maria, n'est plus disposé à tolérer les faux-semblants ainsi que le manque de confiance de sa femme à son égard : il quitte la chambre conjugale et retourne au couvent.
Il y découvre que l'enfant est né et que Maria est enfin heureuse, ayant renoncé à ses intentions suicidaires. Maria estime que, si cette expérience a servi à changer Anselmo en un jour, ce dernier ne peut abandonner Donata sans l'aider à changer sa façon de voir les choses. En effet, lorsqu'Anselmo revient chez lui et y retrouve Donata, celle-ci s'est éloignée de son conformisme et est prête à l'aimer.

## Fiche technique
- Titre français : La mariée ne peut pas attendre ou La mariée ne peut attendre ou Anselme est pressé[1]
- Titre original italien : La sposa non può attendere ou Anselmo ha fretta[2]
- Réalisation : Gianni Franciolini
- Scénario : Antonio Pietrangeli, Piero Tellini, Cesare Zavattini, Steno, Mario Monicelli
- Photographie : Carlo Montuori
- Montage : Eraldo Da Roma
- Musique : Roman Vlad, sous la direction de Fernando Previtali
- Décors : Enrico Ciampi
- Production : Enzo Provenzale, Baccio Bandini (it)
- Société de production : Lux Film
- Pays de production :  Italie
- Langue originale : italien
- Format : Noir et blanc - 1,37:1 - Son mono - 35 mm
- Durée : 74 minutes
- Genre : comédie
- Dates de sortie :
  - Italie : 27 octobre 1949 (visa délivré le 25 octobre 1949[2])
  - Belgique : 22 juin 1951 (Bruxelles)
  - France : 27 avril 1956

## Distribution
- Gino Cervi : Anselmo Brunelli
- Gina Lollobrigida : Donata Venturi
- Odile Versois : Maria
- Ave Ninchi : Mme Evelina
- Nando Bruno : M. Venturi
- Giacomo Furia Giovanni
- Leopoldo Valentini : le chef de gare
- Adriano Ambrogi : le médecin
- Cosetta Greco (sous le nom de « Cesarina Rossi ») : la jeune religieuse
- Ada Colangeli : sœur Céleste
- Norma Meneghini :
- Gianni Baghino : un passant à vélo
- Mario Meniconi :
- Andrea De Pino :

## Production
Le film a été tourné aux studios Titanus à Rome-Farnesina (it).

## Accueil critique
Avec ce film — d'abord intitulé Anselmo ha fretta (Anselmo est pressé) puis rebaptisé La sposa non può attendere (La mariée ne peut pas attendre) — Franciolini s'inscrit avec succès dans le courant du néoréalisme rose, probablement sous l'influence de Cesare Zavattini, l'un des scénaristes avec Steno, Mario Monicelli et Antonio Pietrangeli.